# Escut de la República Centreafricana
L'escut d'armes de la República Centreafricana fou adoptat el 1963, en substitució de l'anterior escut de 1958 que reproduïa els colors de la bandera estatal.

## Descripció
A la llei núm. 63-394 del 17 de maig de 1963 és descrit de la manera següent:
Escut quarterat. Al primer quarter, de sinople, un rencontre d'elefant d'argent; al segon, d'argent, un arbre de sinople; al tercer, d'or, tres estrelles de quatre puntes de sable malordenades, carregades d'un besant d'argent; al quart, d'atzur, una mà de sable apuntant cap al cantó destre del cap. Sobre el tot, un escussó de gules amb un besant d'argent on hi ha inscrit un mapa d'Àfrica de sable carregat d'una estrella de cinc puntes d'or. Va timbrat amb un sol ixent d'or, carregat a la base amb la data 1er DÉCEMBRE 1958, i acoblat de dues banderes estatals a banda i banda. A dalt de tot, una cinta d'argent amb la inscripció en sango Zo Kwe Zo en lletres de sable. Sota l'escut, la creu de l'Orde del Mèrit Centreafricà i una cinta d'argent amb el lema nacional en francès: UNITÉ / DIGNITÉ / TRAVAIL ('Unitat / Dignitat / Treball') en lletres de sable.
L'elefant i l'arbre, identificat amb un baobab, són elements al·lusius a la fauna i la flora del país. La mà és l'emblema del MESAN (Moviment per l'Evolució Social de l'Àfrica Negra), que lluità per la independència del país. L'escussó simbolitza la llibertat de l'Àfrica; també el timbre representa el sol de la llibertat, que porta incorporada la data de la independència del nou Estat.

## Altres escuts

Escut de l'Imperi Centreafricà

Des de la data d'aprovació, aquest escut només fou substituït per un altre de molt semblant entre 1977 i 1979, durant l'etapa imperial de Jean-Bédel Bokassa, que incorporava l'àguila i la corona de l'Imperi Centreafricà.